# Lygosoma corpulentum
Lygosoma corpulentum är en ödleart som beskrevs av  Smith 1921. Lygosoma corpulentum ingår i släktet Lygosoma och familjen skinkar. Inga underarter finns listade i Catalogue of Life.